# DP100
DP 100 byl děrnoštítkový sálový počítač, který vyvinul v letech 1962 až 1967 Výzkumný ústav matematických strojů ve spolupráci s československým národním podnikem Aritma Vokovice. Počítač se užíval na zpracování dat převážně ekonomických úloh, jako je účetnictví či zpracování mezd. Zvlášť vítaný byl pro zpracování agendy materiálně technického zabezpečení (MTZ), čili skladového hospodářství propojeného s fakturací a zakázkami.
Data i programové příkazy se vkládaly formou devadesátisloupcových děrných štítků. Programové příkazy byly ve strojovém kódu. Složitější úlohy vyžadovaly mezivýstupy (opět do děrných štítků).